# كيرفيلي (دائرة انتخابية في المملكة المتحدة)
كيرفيلي (بالإنجليزية: Caerphilly)‏ هي إحدى الدوائر الانتخابية في المملكة المتحدة الممثلة في مجلس العموم في برلمان المملكة المتحدة.
عضو البرلمان الذي يمثلها حالياً هو :Mr Wayne David (Lab).